# Bahama
El Bahama fue un navío español de tercera categoría con 74 cañones distribuidos en dos cubiertas. Fue ordenada su construcción por Real Orden de diciembre de 1776 y botado en 1784. Se construyó en La Habana según los planos del navío San Pedro Alcántara de 64 cañones bajo diseño de Mateo Mullan continuando el proyecto de Gautier. Como todos los buques de la época de nombre no religioso, tuvo un segundo nombre de advocación: San Cristóbal.

## Historial
El largo periodo en la construcción del buque se debió a la paralización de los trabajos por falta de madera, quedando la misma suspendida en abril de 1780 y no reanudándose hasta junio de 1782.
En 1784 lo mandaba el capitán de navío Félix del Corral y Jaime, contando como segundo al capitán de fragata Francisco de la Bodega y Cuadra. Realizaron el viaje desde La Habana hasta Cádiz con la escuadra de Francisco de Borja. Zarparon el 5 de enero de 1785 y arribaron el 2 de marzo.
El 13 de junio de 1788 fondeó en el dique San Antonio nº 3, del arsenal de la Carraca para efectuar varias modificaciones en su estructura, pasando de un navío originalmente de 64 cañones a uno de 74 cañones.

### Trafalgar
Con una dotación de 689 hombres participó en la Batalla de Trafalgar el 21 de octubre de 1805. Estaba al mando de Dionisio Alcalá Galiano, que pereció en el combate a causa de una bala de cañón. Formaba en primera línea de vanguardia, asignada la posición número 6 de la segunda división de la escuadra de observación que mandaba Gravina, por lo que atrajo sobre sí un intenso fuego enemigo. Tuvo un total de 75 muertos y 67 heridos. Los ingleses lograron capturarlo el mismo día y lo llevaron a Gibraltar el 3 de noviembre para ser reparado. 

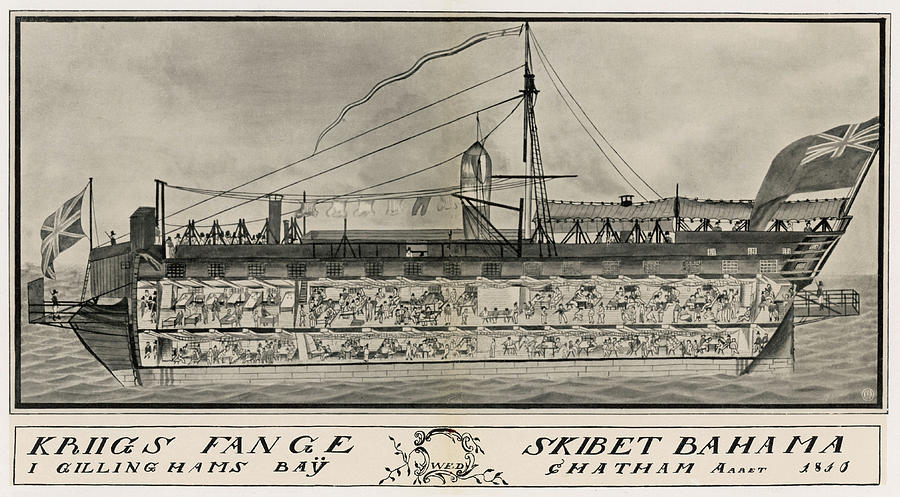
Grabado danés del supuesto HMS Bahama como prisión flotante, hacia 1810.

A partir de aquí, su historia se vuelve confusa. Una versión establece que más tarde sería llevado hasta Gran Bretaña junto al San Ildefonso y el francés Swiftsure, escoltados por los navíos Britannia y Dreadnought, quedando fondeado en Spithead. el 16 de mayo de 1805. El buque quedó para ser convertido en prisión flotante en el estuario del Medway, conservando su nombre original en español. En 1816 sería desguazado en Chatham.
Otra versión (Marliani) afirma que las características de ese navío no concuerdan con las del Bahama, por lo que establece que debió hundirse tras finalizar el combate debido al mal estado en que se encontraba.